# 张清 (水浒传)
张清，小说《水浒传》中人物，108将之一，善擲飛蝗石，如沒有羽毛的箭矢，百发百中且攻勢凌厲，故号“没羽箭”，为马军八虎骑兼先锋使第五名。重情義且年輕英俊，但槍法等近戰武術拙劣。

## 经历
原为彰德府人，虎骑出身，任东昌府兵馬督監。梁山攻打东昌府时，张清用飞石先后打伤梁山井木犴郝思文、金枪手徐宁、锦毛虎燕顺、百胜将韩滔、天目将彭玘、醜郡馬宣贊、双鞭呼延灼、赤髮鬼刘唐、青面兽杨志、美髯公朱仝、插翅虎雷横、大刀关胜、急先鋒索超等十五员战将，後來董平出陣與之戰成平手稍挫銳氣。后被吴用用计逼入水中，为梁山水军头领阮氏兄弟捉住，归降梁山。
在百二回本中，田虎妻兄邬梨的养女瓊英郡主因得知田虎殺其生父而立誓復仇。瓊英夢中見到張清並向其學習投石技法，张清也有此梦。後來琼英随邬梨去襄垣县抵抗宋军，张清化名全羽潜入，与琼英相见，彼此相认，并且故意帮助田虎军打败宋军，邬梨认为二人有缘，招张清为赘婿，张清成为田虎的郡马。婚后，张清、琼英彼此交底，合力鸩死邬梨，密杀守城主将徐威，控制襄垣县，封锁消息。田虎败逃时，张清假意迎接其入襄垣，将其活捉。与琼英有一子张节。
征方腊時，张清因為周通報仇自與董平步行上獨松關挑戰鎮國元帥厲天閏。厲天閏躲在樹後，槍法不精的張清一槍刺在樹上，拔槍其間被厲天閏一槍破腹而死。

## 影视
- 2011年版《水浒传》：張曉晨
- 2013年电影《没羽箭张清》：宋珉宇